# Charles Godel
 (décembre 2021).
Charles Godel, né le 16 janvier 1866 à Avenches et mort le 13 août 1939 à Zoug, est un haut fonctionnaire fribourgeois. Il est chancelier d’État de 1901 à 1933. 

## Source
- Georges Andrey, John Clerc, Jean-Pierre Dorand et Nicolas Gex, Le Conseil d’État fribourgeois : 1848-2011 : son histoire, son organisation, ses membres, Fribourg, Éditions de la Sarine, 2012,  (ISBN 978-2-88355-153-4)